# Unciaal 0109
Unciaal 0109 (Gregory-Aland), ε 52 (Soden) is een van de Bijbelse handschriften in de Griekse taal. Het dateert uit de 7e eeuw en is geschreven met uncialen op perkament.

## Beschrijving
Het bevat de tekst van het Evangelie volgens Johannes (16,30-17,9; 18,31-40). De gehele codex bestaat uit 2 bladen (17 × 15 cm) en werd geschreven in twee kolommen per pagina, 22 regels per pagina.
De Codex geeft de gemengde tekst weer, Kurt Aland plaatste de codex in Categorie III.

## Geschiedenis
Het handschrift bevindt zich in de Staatliche Museen zu Berlin (P. 5010), in Berlijn.